# Irina Smirnova
Pour les articles homonymes, voir Smirnova.
Irina Ievguenievna Smirnova (en russe : Ирина Евгеньевна Смирнова) est une joueuse de volley-ball russe née le 10 avril 1990 à Nijni Novgorod. Elle mesure 1,88 m et joue au poste d'attaquante. Elle totalise 11 sélections en équipe de Russie.

## Clubs
| Club                 | De        | À         |
| -------------------- | --------- | --------- |
| Universitet Belgorod | 2007-2008 | 2009-2010 |
| Fakel Novy Ourengoï  | 2010-2011 | 2010-2011 |
| Ouralotchka NTMK     | 2011-2012 | 2013-2014 |
| Khara Morin          | fév 2014  | mai 2014  |
| Volley Towers        | 2014-2015 | 2014-2015 |
| Volley 2002 Forlì    | 2015-2016 | 2015-2016 |
| US ProVictoria Monza | 2016-2017 | 2016-2017 |
| Békéscsabai RSE      | jan 2017  | mai 2017  |
| Dinamo Krasnodar     | 2017-2018 | 2017-2018 |
| Perugia Volley       | 2018-2019 | 2018-2019 |
| HR Volley Macerata   | 2019-2020 | 2019-2020 |
| Volley Talmassons    | jan 2020  | …         |

## Palmarès

### Équipe nationale
- Championnat d'Europe des moins de 20 ans
  - Finaliste : 2008.

### Clubs
- Coupe de Hongrie
  - Vainqueur  : 2017.
- Championnat de Hongrie
  - Vainqueur : 2017.